# Ло Чженьюй
Ло Чженьюй (羅振玉, 8 серпня 1866 — 14 травня 1940) — китайський вчений, філолог, лінгвіст, антиквар, каліграф, видний реформатор традиційної системи освіти, один з лідерів монархічного руху.

## Життєпис
Народився 8 серпня 1866 року у м. Сучжоу (провінція Цзянсу). Належав до верхів традиційного китайського суспільства і займав високі посади за династії Цін. У 1896 році у Шанхаї його зусиллями було засновано «Товариство вивчення східних культур» (Дунвень сюеше), де він популяризував японську мову в Китаї. У 1901 році Ло Чжень-юй вперше вирушив до Японії для вивчення тамтешньої системи освіти.
З 1909 по 1912 року очолював агрономічний факультет (Нунке) Столичного університету (Цзінши да-сюе-тан, сучасний Китайський сільськогосподарський університет). Із встановленням Китайської Республіки у 1911 році Ло Чженьюй, ревно відданий скинутій династії, емігрував до Японії і повернувся в Китай тільки у 1919 році для активної боротьби за повернення Пу І на трон.
У 1933—1938 роках він займав різні пости в уряді Маньчжоу-го, але, розчарувавшись у монархічному русі, відходить від політики. Сконав 14 травня 1940 року у м.Далянь.

## Наукова діяльність
Ло Чженьюй вніс неоціненний науковий внесок у вивчення ворожильної епіграфіки (цзягувень) епохи Шан-Інь (XVI—XI ст. до н. е.), стародавніх письмен на дерев'яних планках, архіву Дуньхуана, до збереження останнього він доклав чималих зусиль. Давні артефакти, що були ним опубліковані, використовувалися як лінгвістами, так і каліграфами, що сприяло формуванню та поширенню нового калліграфічного почерку цзягу.

## Каліграфія
Ло Чженьюй вважається одним з найкращих майстрів почерку чжуаньшу. Його стиль відрізняє орієнтація на Шанські прототипи чжоуського письма почерком дачжуань. Ло Чженьюй використовує самі архаїчні і найбільш лаконічні варіанти написання піктограм, в яких архетипи графічних образів представлені з найбільшою очевидністю. Стримана манера письма не імітує безпосередньо ефект різьблення на ворожильні кістках. Кисть майстра рухається повільно і з твердою рішучістю. Він використовує туш густого розведення з невеликою кількістю вологи, через що в рисах виникають прогалини білого тла, що асоціюються з шорсткістю стародавніх ворожильних кісток. Достаток вільного фону підкреслює пластичну значущість ієрогліфів, яка будується не на монументальної вагомості рис, а на їх особливої компактної зібраності. Мінімізуючи пластичну форму, каліграф домагається високої концентрації її виразності за рахунок точності розрахунку зусиль. які додаються пензлем. Ло Чженьюй з рідкісною виразністю і переконливою достовірністю передає основи національні системи мислення візуальними символами. Він не стилізує «примітив», а втілює цілісну концепцію феномена національної культури, осмислює в ретроспекції її багатовікового досвіду. У його творах відкриваються початкові універсалії калліграфічних образів, які є чинними ментальними структурами для творців сучасного китайського мистецтва. Вони популярні й дотепер.

## Історія
Дослідження Ло Чженьюя торкалися стародавньої китайської історії. Його історичні праці були присвячені періодам Шань-Інь, державі Західна Ся, Гаочану.